# Маріано Мартін
Маріано Мартін (ісп. Mariano Martín, 20 жовтня 1919, Дуеньяс — 9 вересня 1998, Кабрильс) — іспанський футболіст, що грав на позиції нападника, зокрема, за клуб «Барселона», а також національну збірну Іспанії.
Дворазовий чемпіон Іспанії, володар Кубка Іспанії. Найкращий бомбардир Ла-Ліги в сезоні 1942/43.

## Клубна кар'єра
Народився 20 жовтня 1919 року в місті Дуеньяс. Вихованець юнацьких команд футбольних клубу «Пенья Фонт».
У дорослому футболі дебютував 1936 року виступами за команду клубу «Сант-Андреу», в якій провів три сезони. 
Своєю грою за цю команду привернув увагу представників тренерського штабу клубу «Барселона», до складу якого приєднався 1939 року. Відіграв за каталонський клуб наступні дев'ять сезонів своєї ігрової кар'єри. У складі «Барселони» був одним з головних бомбардирів команди, маючи середню результативність на рівні 0,88 голу за гру першості, а в сезоні 1942/43 з 32 забитими голами став Найкращим бомбардиром Ла-Ліги. За ці роки двічі виборював титул чемпіона Іспанії, ставав володарем Кубка Іспанії.
Протягом 1948—1950 років захищав кольори команди клубу «Хімнастік».
Завершив професійну ігрову кар'єру у клубі «Сант-Андреу», у складі якого вже виступав раніше. Прийшов до команди 1950 року, захищав її кольори до припинення виступів на професійному рівні у 1951.

## Виступи за збірну
1942 року дебютував в офіційних матчах у складі національної збірної Іспанії. Протягом кар'єри у національній команді, яка тривала 5 років, провів у її формі 3 матчі.
Помер 9 вересня 1998 року на 79-му році життя у місті Кабрильс.

## Титули і досягнення
- Чемпіон Іспанії (2):

«Барселона»: 1944-1945, 1947-1948
- Володар Кубка Іспанії (1):

«Барселона»: 1942
- Володар Кубка Еви Дуарте (1):

«Барселона»: 1945

### Особисті
- Найкращий бомбардир Ла-Ліги: 1942-1943 (32 голи)